# قیر (فارس)
قیر، مرکز شهرستان قیر و کارزین در (استان فارس) می باشد.

## وجه تسمیه
علت نامیدن این شهر به نام قیر مربوط به دوره سلجوقیان و قلعه پرگان، نشانگر حاکمیت آنان بر این محدوده جغرافیایی است. همچنین قیر در زبان پهلوی به معنی مرز است و علت این نامگذاری قرار گرفتن این شهر بر روی مرز گرما و سرما است به نحوی که ۱۰ کیلومتر از شمال قیر، آب و هوا سردسیری و کیلومتر به سمت جنوب قیر آب و هوا و طبیعت گرمسیری می‌شود.
روایت‌های دیگر نیز نسبت می‌دهند مانند جمعیت بسیار زیاد که چندان معتبر نیست. با توجه به آثار باستانی و تاریخی بجا مانده از عهد ساسانیان و قدمت این شهر نقل می‌کنند از دلایل انتخاب اسم «قیر» برای آن این است که در گذشته‌های دور نیز این شهر همواره دارای جمعیت زیاد و درخوری بوده‌است به‌طوری‌که نمای این شهر از دور به سیاهی و انبوهی می‌زده‌است و به همین دلیل نام قیر را برای آن برگزیده‌اند.
فرهنگ فارسی معین از کتاب راحه الصدور قیر را به زبان ترکی به معنی سرحد و ثغر مربوط می‌داند که محافظ سرحد مملکت و آن ظاهراً عنوانی بوده مثل قیر خان و مانند آن.

## مردم‌شناسی
جمعیت این شهر طبق سرشماری سال ۱۳۹۵، برابر با ۲۰٫۰۱۰ تن بوده‌است.

## تاریخچه
شهر قیر سابقه‌ای نسبتاً کهن دارد و مورخان و سیاحانی همچون ابن حوقل بغدادی، اصطخری، ابن بلخی، مستوفی ودیگران بدین شهرستان اشاراتی داشته‌اند. نقش پارتی در فاصله ۳ کیلومتری قیر مربوط به دوره پارت‌ها و قلعه‌های به جامانده از زمان پیش از اسلام نشان دهندهٔ قدمت این شهر است. (قلعهٔ شاپریون یا پرگون و قلعه گبری)
در ۲۱ فروردین سال ۱۳۵۱ شمسی زلزله‌ای به شدت ۶٫۸ در مقیاس ریشتر باعث تخریب گسترده این شهر تاریخی شد؛ و تعداد زیادی از مردم در این فاجعه عظیم جان باختند.

## اقتصاد
علاوه بر کشاورزی و باغداری شهر می‌توان به وجود سد سلمان فارسی قیر و کارزین (سد قیر) اولین سد بتنی قوسی وزنی ایران واقع در حدود ۲۰ کیلومتری شمال شرقی شهرستان قیر و کارزین و میدان‌های بزرگ گاز و ذخایر انرژی در منطقه اشاره نمود.
محصولات خرمای این شهرستان نیز از لحاظ کمّی قابل توجه و به لحاظ کیفی از بهترین خرماهای منطقه‌است.

## آثار دیدنی
- تفرجگاه و چشمه سرآسیاب، تفرجگاهی در فاصله پنجاه‌متری شرق شهرک الهادی شهر قیر واقع شده‌است.
- سنگ‌نگاره قیر و کارزین، در فاصله ۳ کیلومتری قیر مربوط به دوره پارت‌ها.[۵] این اثر در بین گردنه گلومشک و گردنه سم دلدل در جاده قیر-فیروزآباد قرار دارد.[۸]
- قلعه گبری: در فاصله ۵۵۰ متری شهر قیر، در دامنه کوه مشرف به شهر، قلعه‌ای که قدمت آن به قبل از اسلام و احتمالاً مربوط به دوران ساسانیان است.[۵]
- قلعه پرگان: علامه دهخدا در مورد این قلعه چنین آورده‌است مردم منطقه به آن قلعه پرگون یا پریون یا پریان نیز می‌گویند. این قلعه در دو کیلومتری شهر قیراست و هم‌اکنون به صورت تپه‌ای از دور در میانه دشت نمایان است. با وقوع زلزله ۱۳۵۱ ه‍.ش تعدادی از برجک‌های داخل قلعه که هنوز پابرجا بود ویران شد.[۸]
- مسجد کردشول[۵]
- مسجد و حمام قدیمی کارزین[۵]
- مقبره سید تاج الدین محمد[۵]
- امامزاده سبزپوشان[۵]
- قلعه شاه بربر[۵]
- آب‌انبارهای متعدد قدیمی[۵]
- مسجد بلال: در شرق قیر قدیم و فاصله ۵۰۰ متری غرب قلعه پرگان مخروبه‌ای است که به مسجد بلال معروف است. نقل می‌کنندکه فردی به نام بلال قبل از زلزله ۱۳۵۱ ه‍.ش هرروز در آن اذان می‌گفته ودارای شبستان و محراب بوده‌است.
- .[۹]